# Cressa minuta
Cressa minuta är en kräftdjursart som beskrevs av Boeck 1871. Cressa minuta ingår i släktet Cressa, och familjen Cressidae. Arten är reproducerande i Sverige.